# Атлон
Атлон (англ. Athlone, ірл. Baile Átha Luain) — (мале) місто в Ірландії, знаходиться на кордонах графств Західний Міт (провінція Ленстер і Коннахт) і Роскоммон.
Місцева залізнична станція була відкрита 3 жовтня 1859. Містом тече річка Шеннон. Населення — 20 153 людини (за переписом 2011 року).

## Відомі особистості
В поселенні народився:
- Ральф Кенна (1915—1998) — ірландський математик і фізик-теоретик.